# 古緬尼基 (科羅斯特舍夫區)
50°23′49″N 28°55′36″E / 50.39694°N 28.92667°E
胡門尼基（烏克蘭語：Гуменники），是烏克蘭北部的村落，隸屬日托米爾州的日托米爾區。該村面積2.36平方公里，海拔高度188米，2001年人口500，人口密度每平方公里212.22人。